# Piaggio PD.808
Piaggio PD.808 – dwusilnikowy, włoski samolot wielozadaniowy w układzie dolnopłatu o napędzie odrzutowym. Maszynę opracowano przy współpracy spółek Piaggio Aero oraz Douglas Aircraft Company. Samolot przeznaczony był zarówno na rynek wojskowy jak i cywilny, jednak w wyniku wycofania się z projektu korporacji Douglas oraz wypadku podczas prezentacji dla odbiorców cywilnych, głównym odbiorcą większości wyprodukowanych maszyn były włoskie siły powietrzne. Łącznie wyprodukowano 24 egzemplarze w pięciu wariantach, z których 22 eksploatowane były przez wojsko. Eksploatację PD.808 zakończono w 2003 roku.

## Historia
PD.808 powstał jako efekt współpracy dwóch przedsiębiorstw lotniczych – włoskiego Piaggio Aero oraz amerykańskiego Douglas Aircraft Company. Oba przedsiębiorstwa podpisały wspólną umowę 21 kwietnia 1961 roku. Samolot zaprojektowano jako samolot wielozadaniowy do użytku zarówno cywilnego i wojskowego. Głównym odbiorcą samolotu miało być US Navy, które określiło swoje zapotrzebowanie na około 200 sztuk. Kiedy Douglas połączył się z przedsiębiorstwem McDonnell Aircraft Corporation, zdecydował się wycofać z dalszych prac nad samolotem, z uwagi na obawę, że US Navy straci zainteresowanie projektem. Prace kontynuowała firma Piaggio, która włączyła w nie włoskie siły powietrzne. Wojsko pokryło część kosztów dalszego rozwoju. Oblot pierwszego prototypu miał miejsce 29 sierpnia 1964 roku, zaś drugi prototyp oblatano 14 czerwca 1966 roku. Prototyp drugi nosił już oznaczenia i numery włoskiego wojska.
18 czerwca 1968 roku wydarzyła się katastrofa jednego z prototypów, podczas prezentacji dla użytkowników cywilnych. Wydarzenie to spowodowało, że jedynym użytkownikiem płatowca zostały Włoskie Siły Powietrzne. Samoloty wykorzystywano operacyjnie od 1964 do 2003 roku. Jeden cywilny egzemplarz używany był przez Piaggio jako samolot biznesowy.

## Konstrukcja
Piaggio PD.808 to lekki samolot wielozadaniowy o napędzie odrzutowym. Samolot wybudowano w układzie dolnopłatu, z silnikami umiejscowionymi w specjalnych gondolach mocowanych w tylnej części kadłuba. Skrzydła proste. Napęd stanowiły dwa silniki turboodrzutowe Rolls-Royce Viper Mk 526 o ciągu 15,24 kN każdy. Samolot miał dwa, zintegrowane wewnętrzne zbiorniki paliwa o łącznej pojemności około 1934 litrów oraz dwa zbiorniki na końcach skrzydeł o pojemności łącznej około 1790 litrów. Załogę stanowiło 1–2 pilotów. W zależności od konfiguracji samolot mógł zabrać na pokład maksymalnie do 9 osób.

### Wersje
Samolot produkowany był w pięciu zasadniczych wariantach produkcyjnych. Łącznie wyprodukowano 24 egzemplarze, z czego 22 używały Włoskie Siły Powietrzne. Według części źródeł wyprodukowano 29 samolotów.
Wersje samolotu:
- PD.808 – prototypy/egzemplarze cywilne, różniące się od siebie konfiguracją kabiny pasażerskiej i częścią wyposażenia. Wyprodukowano 2 sztuki.
- PD.808 VIP – wersja do przewozu VIP. Wyprodukowano 4 sztuki.
- PD.808 TA – wersja treningowa dla nawigatorów. Wyprodukowano 6 sztuk.
- PD.808 RM – wariant przeznaczony do kalibracji radionamierników. Wyprodukowano 4 egzemplarze, których używano do 2001 roku.
- PD.808 GE – samolot walki radioelektronicznej. Wyprodukowano 6 maszyn oraz 2 przebudowano z wersji TA. Załoga liczyła 5 osób. Samoloty te wyposażone były w systemy zagłuszania, system łączności VHF oraz systemy ECM (system przeciwdziałania elektronicznego). Samoloty zmodernizowano poprzez montaż systemów cyfrowych w latach 80. Egzemplarze przebudowane z wersji TA oznaczono jako PD.808 GE2. W stosunku do wariantu podstawowego zyskały dodatkowo środki do prowadzenia misji SIGINT. Używane do 2003 roku.

## Galeria

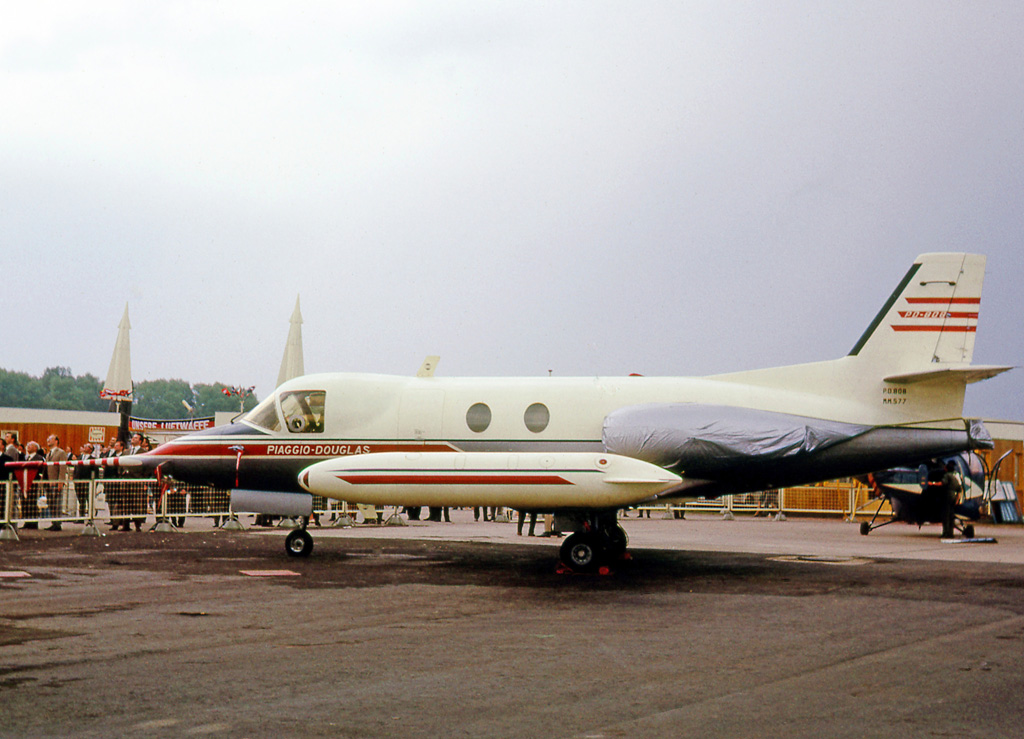
Prototypowy wariant PD.808 (1966)
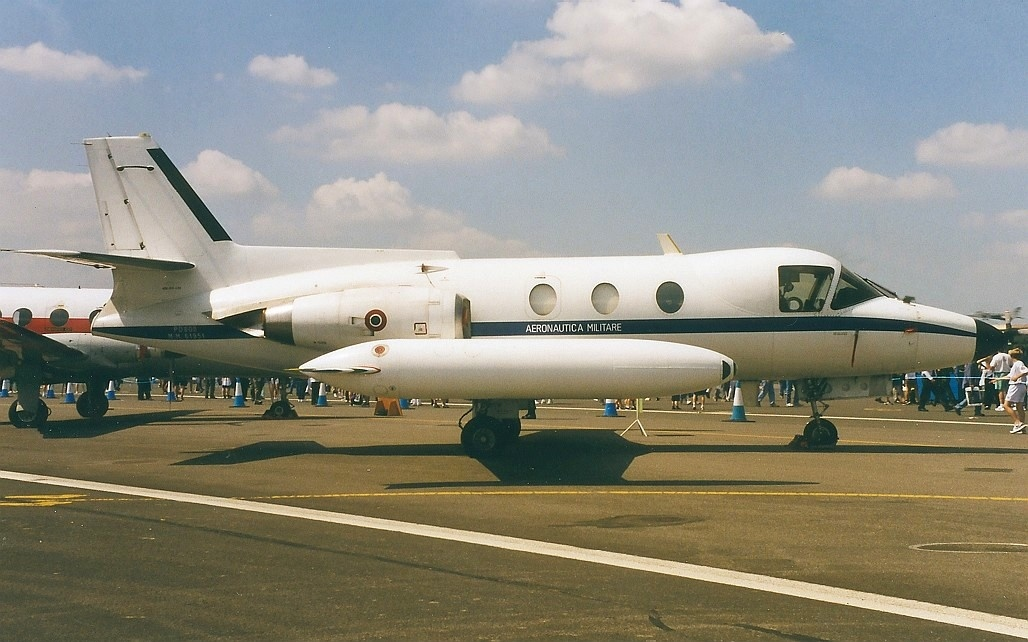
PD.808 TA (1997)
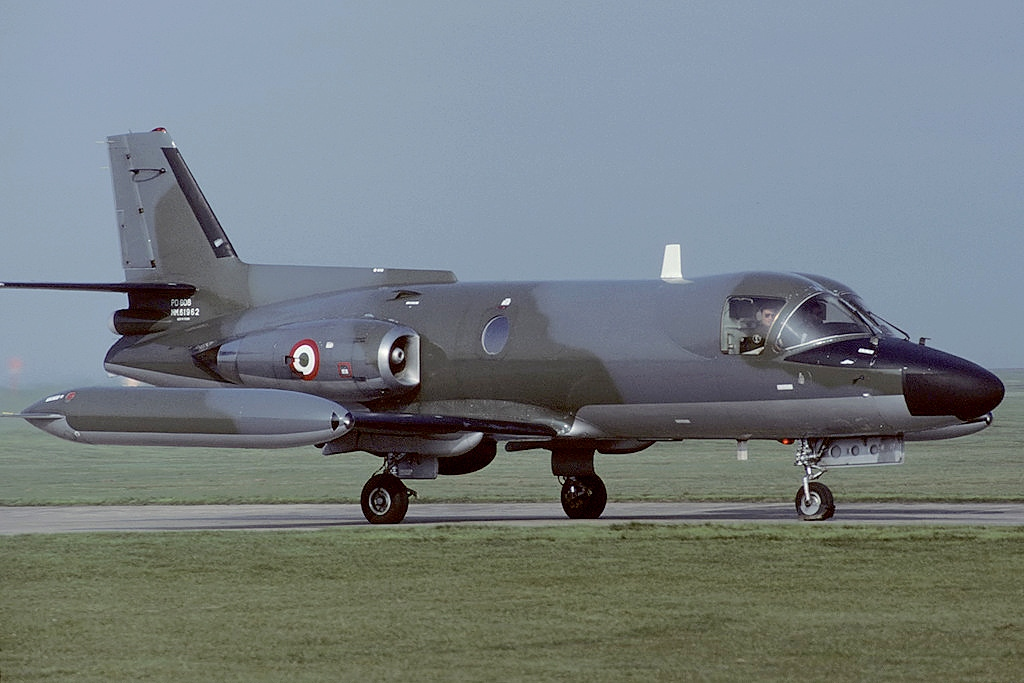
PD.808 GE (1987)
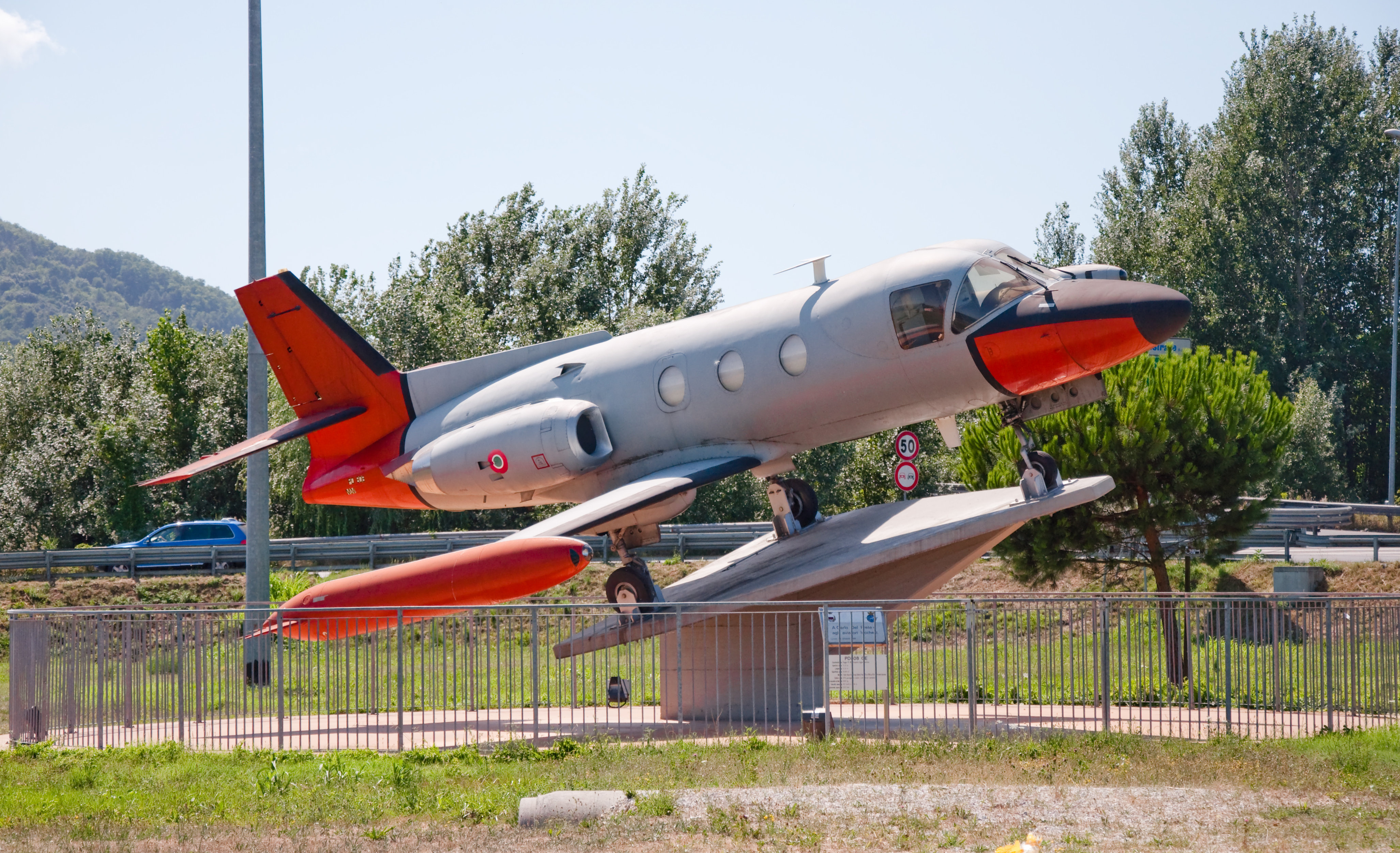
PD.808 jako pomnik w Lukce.